# Russische Entomologische Gesellschaft
Die Russische Entomologische Gesellschaft (russisch Русское энтомологическое общество, transkribiert Russkoje entomologitscheskoje obschtschestwo, wiss. Transliteration Russkoe ėntomologičeskoe obščestvo) in Sankt Petersburg ist eine seit 1859 bestehende entomologische wissenschaftliche Gesellschaft.

## Geschichte
Nachdem zuvor im Russischen Kaiserreich keine entomologische wissenschaftliche Vereinigung bestanden hatte, schlossen sich die Entomologen 1859 zu einer wissenschaftlichen Gesellschaft zusammen, deren Statuten am 23. Februar 1859 bestätigt wurden. Der deutsch-baltische Naturforscher Karl Ernst von Baer wurde der erste Präsident und eröffnete die erste Sitzung der Gesellschaft im Mai 1860 mit einem Vortrag in deutscher Sprache: Welche Auffassung der lebenden Natur ist die richtige? und wie ist diese Auffassung auf die Entomologie anzuwenden? In diesem Vortrag entfaltete von Baer seine berühmte Kritik am Verzicht auf den Zweck- und Zielstrebigkeitsbegriff in den Naturwissenschaften.
Zu den Gründern gehörten die Mitarbeiter des Zoologischen Museums, Édouard Ménétries (als Kustos) und Ja. A. Kuschakewitsch, die Obersten A. K. Manderschtern und O. I. Radoschkowski, die sich als Amateure mit Entomologie beschäftigten, K. G. Gernet, der Käferlarven studierte, Stabskapitän A. A. Kuschakewitsch, Spezialist für Halbflügler, Amateur-Naturforscher Ju. I. Simaschko und einige andere.
Im gleichen Jahr sprach von Baer auch Ueber Beobachtungen der schädlichen Insekten und über die Mittel gegen dieselben und betrat damit ein weiteres Betätigungsfeld der entomologischen Gesellschaft, nämlich Arbeiten über die ökonomische Bedeutung der für die Landwirtschaft schädlichen Insekten.
Von 1885 an erhielt die Gesellschaft alljährlich 500 Rubel aus Staatsmitteln zwecks Erforschung schädlicher Insekten; die Exkursionen und Expeditionen ihrer Mitglieder verfolgten zwei Ziele: 1. die Erforschung der entomologischen Fauna und Entomobiologie; 2. Schädlingsforschung.
Durch den Ersten Weltkrieg, die Oktoberrevolution, den Bürgerkrieg und die politischen Umbrüche in Russland konnte die Arbeit der Gesellschaft ab 1917 nur unter schwierigen Bedingungen fortgeführt werden. Im Jahr 1923 hatte die Gesellschaft 24 Ehrenmitglieder, 308 ordentliche und 78 korrespondierende Mitglieder; die Bibliothek umfasste 5000 Bände und ihr Sitz war im Zoologischen Museum der Russischen Akademie der Wissenschaften in Petrograd, wie Sankt Petersburg nun hieß.
Nach weiteren sehr schwierigen Bedingungen durch den Zweiten Weltkrieg wurde die Arbeit der Gesellschaft fortgesetzt.

## Veröffentlichungen
Die Zeitschriften der russischen entomologischen Gesellschaft haben eine lange und komplexe Editionsgeschichte. Der erste Band erschien 1861, drei Jahre nach Gründung der Gesellschaft. Es erschienen die Serien
- Труды Русского энтомологического общества, Trudy Russkogo ėntomologičeskogo obščestva, Verhandlungen der russischen entomologischen Gesellschaft
- Horae Societatis Entomologicae Rossicae, variis sermonibus in Rossia usitatis editae, Verhandlungen der russischen entomologischen Gesellschaft, in den verschiedenen in Russland gebräuchlichen Sprachen
- Русское энтомологическое обозрение, Russkoe ėntomologičeskoe obozrenie, Russian Entomological Review
- Труды Всесоюзного энтомологического общества, Trudy Vsesojuznogo ėntomologičeskogo obščestva, Proceedings of the All-Union Entomological Society

## Belege
1. 1 2  N. N. Bogdanov-Katjkov: Die angewandte Entomologie in Rußland. In: Entomologische Mitteilungen, 12, 1923, S. 216ff.
2. ↑  Karl Ernst von Baer: Welche Auffassung der lebenden Natur ist die richtige? und wie ist diese Auffassung auf die Entomologie anzuwenden? Zur Eröffnung der Russischen entomologischen Gesellschaft im Mai 1860 gesprochen. In: Horae Societatis Entomologicae Rossicae, Band 1, S. 1ff. Sankt Petersburg 1861. Online
3. ↑  Aus den deutschen und russischen Angaben in: Boris Evgen'evič Raikov: Karl Ernst von Baer (1792–1876). Sein Leben und sein Werk. (= Acta historica Leopoldina; Nr. 5). J. A. Barth, Leipzig 1968, S. 320, Anm. 3 (russ. 1961: 349, Anm. 1)
4. ↑  Karl Ernst von Baer: Ueber Beobachtungen der schädlichen Insekten und über die Mittel gegen dieselben. In: Horae Societatis Entomologicae Rossicae, Band 1, S. 159ff. Sankt Petersburg 1861. Online
5. ↑  Aufruf für die Russische Entomologische Gesellschaft in Petersburg! In: Entomologische Mitteilungen, 12, 1923, S. 216